# Bryoptera deformipennis
Bryoptera deformipennis är en fjärilsart som beskrevs av W. Warren 1907. Bryoptera deformipennis ingår i släktet Bryoptera och familjen mätare. Inga underarter finns listade i Catalogue of Life.